# サンザルゲームズ
サンザルゲームズ (Sanzaru Games) は、アメリカのテレビゲーム開発会社。

## 概要
2007年にカリフォルニア州に設立。翌2008年、『ニンジャ リフレックス』をMicrosoft Windows、ニンテンドーDS、Wiiの3機種向けに開発（日本ではWii版のみ発売）。
2009年には、2008年にハイインパクトゲームズが開発したPlayStation Portable用のアクションゲーム『クランク&ラチェット マル秘ミッション☆イグニッション!』のPlayStation 2版を開発した。

## ゲーム作品
- 2008年　ニンジャ リフレックス (Win, DS, Wii, 原題:Ninja Reflex)
- 2009年　クランク&ラチェット マル秘ミッション☆イグニッション! (PS2, 原題:Secret Agent Clank, 日本未発売)[1]
- 2010年　スライ・クーパー コレクション (PS3, 原題:The Sly Collection)[2]
- 2013年  Sly Cooper: Thieves in Time (PS Vita, PS3) 日本未発売
- 2014年  ソニックトゥーン アイランドアドベンチャー (3DS, 原題:Sonic Boom: Shattered Crystal)
- 2016年  ソニックトゥーン ファイヤー&アイス (3DS, 原題:Sonic Boom: Fire & Ice)